# Elektrozaczep

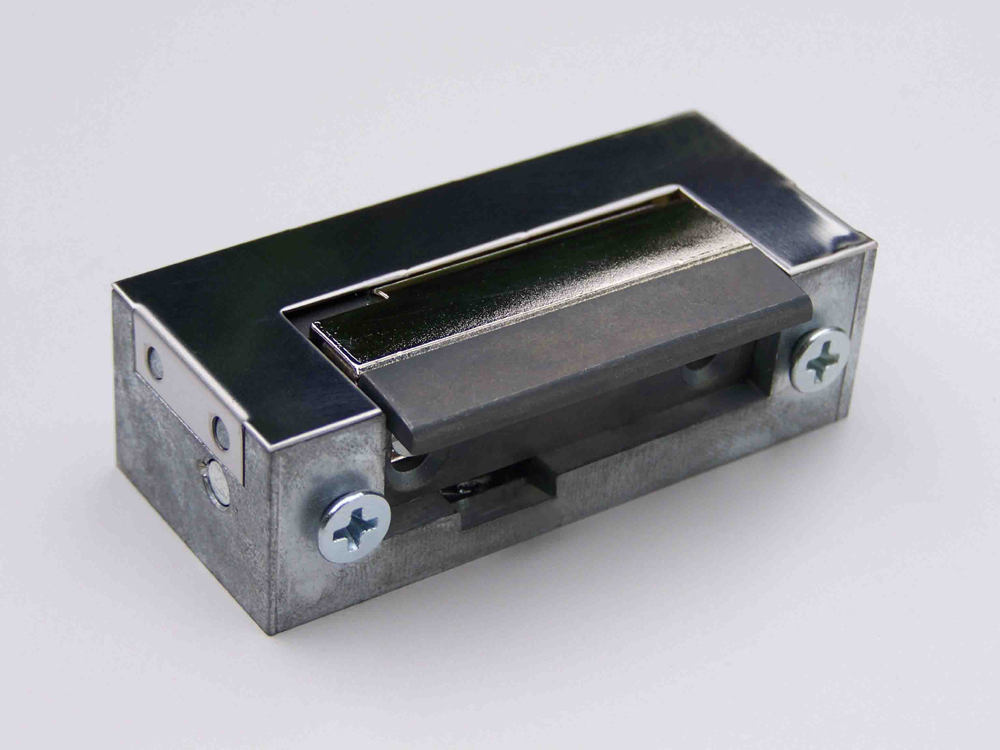
Elektrozaczep

Elektrozaczep – urządzenie elektromagnetyczne, w obudowie symetrycznej lub niesymetrycznej, służące do zdalnego, przewodowego odryglowywania drzwi, furtek, oraz drzwiczek szafek. Jest rozpowszechnionym elementem wykonawczym systemów kontroli dostępu.